# Jakob Schwalm
Jakob Schwalm (* 30. Januar 1865 in Frankfurt am Main; † 28. Juli 1931 in Florenz) war ein deutscher Historiker und Bibliothekar.
Schwalm wurde 1889 in Göttingen promoviert (Die Landfrieden in Deutschland unter Ludwig dem Baiern). Er war von 1892 bis 1903 Mitarbeiter der Abteilung Constitutiones der Monumenta Germaniae Historica. Außerdem war er Bibliothekar an der Hamburger Stadtbibliothek. Dort gab er auch Kurse in lateinischer Paläographie.
Schwalm gab folgende Bände der Reihe Constitutiones (Constitutiones et acta publica imperatorum et regum) in den MGH heraus:
- Constitutiones et acta publica imperatorum et regum (1273–1298) (MGH Const. 3), 1904 bis 1906
- Constitutiones et acta publica imperatorum et regum (1298–1313). Teil 1 (MGH Const. 4), 1906
- Constitutiones et acta publica imperatorum et regum (1298–1313). Teil 2 (MGH Const. 4), 1908–1911
- Constitutiones et acta publica imperatorum et regum (1313–1324) (MGH Const. 5), 1909–1911
- Constitutiones et acta publica imperatorum et regum (1325–1330) (MGH Const. 6,1), 1914–1927.

## Schriften
Außer den erwähnten Beiträgen zu MGH.
- als Herausgeber: Die "Chronica novella des Hermann Korner, Göttingen, Vandenhoeck und Ruprecht 1895
- Die Appellation König Ludwigs des Baiern von 1324, Weimar 1906
- als Herausgeber: Das Formelbuch des Heinrich Bucglant : an die päpstliche Kurie in Avignon gerichtete Suppliken aus der ersten Hälfte des 14. Jahrhunderts : mit einem Anhange verwandter Stücke, Veröffentlichungen aus der Hamburger Stadtbibliothek, Band 2, Hamburg: L. Gräfe 1910

Er veröffentlichte mehrere Reiseberichte im Neuen Archiv der Gesellschaft für ältere deutsche Geschichtskunde.